# Jean Martial Gustave Lespinasse
Jean Martial Gustave Lespinasse (Burdeos, 16 de febrero de 1807 - 15 de enero de 1876) fue un taxónomo, y botánico francés.

## Algunas publicaciones[4]
- Les Colonies, les sucres et les vins de la Gironde. 1842
- Recherches sur V Helosciadium inter médium. Actes de la Soc. Linn. de Bord. XIV: 264-72 1847
- Compte-rendu de la trente et unième excursion annuelle de la Société Linn. de Bord. Actes XV (tir. à part. 1-11 1848
- Souvenirs horticoles, fragments d'un journal de voyage en Belgique et sur les bords du Rhin, par Gustave Lespinasse 1857
- Rapport sur une excursion faite les 12, 13 et 14 août 18j'.» Soc. botanique de France, de Bordeaux à Arcachon, au cap Ferret et au pré salé de la Teste-de-Buch. Bull. de la Soc. bot, de France, VI, 636 (tir. à part, 12 pp.) 1859
- Plantes rares de la Gironde. con Charles Des Moulins 1863
- Florula sebastopolitana, seu Enumeratio plantarum anno 1855 circa Sebastopolim et Balaclavam a clariss. doct. Jul. Jeannel, collectarum, simul cum animadversionibus adnotationibusque criticis, auctore Gust. Lespinasse 335 pp. 1881
- Manipulus plantarum advenarum circa Agathan crescentium. Enumération des plantes étrangères qui croissent aux environs d'Agde et principalement au lavoir à laine de Bessan, par M. Gustave Lespinasse,... et M. Antonin Théveneau, Note sur une plante nouvelle trouvée au Port-Juvénal, par M. Gustave Lespinasse
- Rapport sur deux herborisations faites, les 7, 8 et 9 août 1860, au Mont-Rachet et au pic de Belledonne, rédigé et présenté à la Société botanique de France, par M. Gustave Lespinasse

## Eponimia
Especies
- (Asteraceae) Hieracium lespinassei (Koslovsky & Zahn) Üksip ex Sennikov[5]